# Suzhousaurus
Suzhousaurus – rodzaj teropoda należącego do nadrodziny Therizinosauroidea. Żył we wczesnej kredzie na terenie dzisiejszej Azji. W prowincji Gansu w północnych Chinach odnaleziono fragmenty dwóch szkieletów pozaczaszkowych, w tym kość ramienną, dowodzącą, że zwierzę to należało to Therizinosauroidea. Analiza kladystyczna przeprowadzona przez Li i współpracowników, którzy opisali rodzaj, wykazała, że Suzhousaurus był formą bardziej pochodną od beipiaozaura i falkariusa oraz bardziej bazalną od alśazaura i przedstawicieli Therizinosauridae. Według tej analizy taksonem siostrzanym do Suzhousaurus jest notronych i te dwa rodzaje tworzą klad. Podobnie jak żyjący w tym samym okresie „Nanshiungosaurus” bohlini, Suzhousaurus był jednym z największych wczesnokredowych terizinozauroidów.
Suzhousaurus wraz z ornitomimozaurem Beishanlong i owiraptorozaurem Gigantoraptor dostarcza dowodów na zachodzące w krótkim czasie ewolucję zbieżną i gigantyzm u przedstawicieli różnych grup prawdopodobnie roślinożernych celurozaurów na terenach Azji Środkowej.